# La sorella di Ursula
La sorella di Ursula è un film italiano del 1978 diretto da Enzo Milioni.

## Trama
Dopo la morte del padre, le sorelle Dagmar e Ursula si ritirano in un albergo della Costiera amalfitana per cercare di superare il grosso momento di sconforto: soprattutto Ursula ne risente molto e appare agitata e depressa. L'albergo è gestito dai coniugi Roberto e Vanessa. Purtroppo il clima si rivela tutt'altro che pacifico: nell'albergo, infatti, avvengono loschi traffici di droga e prostituzione. Tra l'altro, Roberto è molto geloso della moglie, che lo tradisce sistematicamente, ma pure lui, dal canto suo, tradisce Vanessa con Stella, giovane cantante del night-club adiacente all'albergo. Dopo l'arrivo delle due sorelle, nella cittadina cominciano a essere uccise diverse ragazze, tra le quali anche Stella. Il legame che accomuna tutte le vittime è alquanto singolare: tutte le ragazze uccise avevano avuto poco prima un rapporto sessuale. Alla fine si scoprirà che è proprio Ursula l'assassina, affetta da un gravissimo disturbo della personalità.
La polizia interviene appena in tempo, prima che Ursula uccida anche Dagmar; qui si scopre che, come nei precedenti omicidi, l'arma usata è un antico feticcio ligneo che altro non è che una scultura di un grande fallo. Scoperta, Ursula muore cadendo da una finestra della pensione.